# Nhím Sonic (phim)
Nhím Sonic (tên gốc tiếng Anh: Sonic the Hedgehog) là phim điện ảnh hài hước phiêu lưu hành động của Mỹ và Nhật Bản năm 2020 dựa trên loạt video game Sonic the Hedgehog do hãng Sega phát hành. Đây là phim điện ảnh đạo diễn đầu tay của Jeff Fowler, với phần kịch bản do Pat Casey và Josh Miller đảm nhiệm. Bộ phim có sự góp mặt của James Marsden, Jim Carrey, và Ben Schwartz lồng tiếng cho nhím Sonic. Trong phim, Sonic đồng hành với một cảnh sát trưởng tên Tom của một thị trấn nhỏ trong khi đang cố trốn thoát Tiến sĩ Robotnik và chính phủ.
Quá trình thai nghén một bộ phim điện ảnh về nhân vật Sonic bắt đầu từ những năm 1990, tuy nhiên mọi thứ vẫn chỉ ở khâu lập kế hoạch cho đến khi Sony Pictures mua lại quyền thương mại phim vào năm 2013. Đến năm 2014, bộ phim chuyển thể đang trong giai đoạn phát triển, với Fowler được thuê làm đạo diễn cho phim vào năm 2016. Sau khi Sony đưa dự án vào chuyển nhượng, Paramount Pictures đã mua lại nó vào năm 2017 và phần lớn các diễn viên đã ký kết vào tháng 8 năm 2018. Việc quay phim diễn ra từ tháng 7 đến tháng 10 năm 2018 tại Ladysmith và parkville đều trên đảo Vancouver và Vancouver, British Columbia, Canada. Đây là phim đầu tiên trong một loạt phim theo kế hoạch.
Nhím Sonic ban đầu dự kiến được phát hành tại Hoa Kỳ vào ngày 8 tháng 11 năm 2019, nhưng bị trì hoãn đến ngày 14 tháng 2 năm 2020 sau khi có quá nhiều phản ứng tiêu cực đối với trailer đầu tiên ra mắt vào ngày 30 tháng 4 năm 2019. Paramount đã thiết kế lại nhân vật Sonic, vốn bị nhận nhiều chỉ trích từ khán giả lẫn giới chuyên môn. Bản thiết kế lại đã được cho ra mắt trong một đoạn trailer mới phát hành trên toàn thế giới vào ngày 12 tháng 11 năm 2019. Đoạn trailer thứ hai này được đón nhận nồng nhiệt do giọng điệu và sự hài hước trong hình tượng mới của Sonic, nhận được nhiều lời khen ngợi rằng nó giống với thiết kế chính của Sonic trong các trò chơi. Bộ phim đã lập kỷ lục về doanh thu dịp cuối tuần ra mắt cho một bộ phim chuyển thể từ trò chơi điện tử tại thị trường Hoa Kỳ và Canada. Phim đã thu về 319,7 triệu USD toàn cầu, trở thành phim điện ảnh có doanh thu cao thứ sáu của năm 2020 và là bộ phim chuyển thể từ trò chơi điện tử có doanh thu cao nhất mọi thời đại ở Bắc Mỹ. Phần phim tiếp theo mang tên Nhím Sonic 2 được công chiếu từ ngày 8 tháng 4 năm 2022. Và phần thứ ba mang tên Nhím Sonic 3 sẽ công chiếu vào ngày 20 tháng 12 năm 2024.

## Nội dung
Sonic là một chú nhím hình người màu xanh, ngay từ khi nhỏ cậu đã có sức mạnh với tốc độ rất nhanh và đươc chị Móng Dài nuôi cậu. Nhưng vì có kẻ muốn cướp Sonic, nên cô đã cố gắng nhưng bị trúng đạn vào cánh của bọn chúng. Cô vẫn còn một lối thoát bằng cách sử dụng chiếc vòng và đưa vòng cho Sonic, cô hi sinh vì Sonic nên cô đã cho nó thoát. 10 năm sau, cảnh sát trưởng Tom đi tuần tra về tốc độ, anh giật mình chỉ là con rùa đang đi trên với 1 km. Nhưng sau bắt đầu sự kì là 296 km, anh không biết chính xác là gì, rồi nó lại 300 km, thấy lạ anh xuống xe nhặt được lông nhím và quay lại nhiệm vụ. Đúng lúc đó, chiếc xe tải gần đến với con rùa, nhưng cuối cùng được Sonic cứu, anh muốn rùa thưởng thức tốc độ của cậu, đến khu rừng, cậu sống ở dưới khu rừng, khi cậu làm rơi đống vòng vàng cậu vẫn nhớ lại sẽ quay lại thế giới của cậu, nhưng vì cậu ghét nấm nên cậu không đi.

## Diễn viên
- Ben Schwartz lồng tiếng và diễn chuyển động khuôn mặt [8][9] của Sonic: một con nhím màu xanh hình người từ một chiều không gian khác có thể chạy ở tốc độ siêu âm và không chỉ trốn chạy Robotnik, mà còn cả chính phủ.
- Jim Carrey trong vai Tiến sĩ Robotnik: một nhà khoa học và nhà phát minh, người theo đuổi Sonic và sức mạnh siêu tốc của anh ta để thống trị thế giới.[10]
- James Marsden trong vai Tom Wachowski: một cựu cảnh sát ở SFPD (San Francisco Police Department) mới trở thành cảnh sát trưởng được bổ nhiệm tại Green Hills, người kết bạn với Sonic và hỗ trợ anh ta trong nhiệm vụ ngăn chặn Robotnik.[11]
- Tika Sumpter trong vai Maddie Wachowski: Vợ của Tom, người giúp anh ta và Sonic trốn tránh Robotnik.[12]
- Lee Majdoub trong vai Stone: một đặc vụ chính phủ tha hóa làm việc gần gũi với Robotnik.[13]
- Adam Pally trong vai Billy Robb: một sĩ quan cảnh sát của Green Hills và bạn của Tom.[14]
- Neal McDonough trong vai Thiếu tá Bennington
- Frank C. Turner trong vai Crazy Carl [15]

Ngoài ra, Natasha Rothwell, Debs Howard, Elfina Luk, Riff Raff, Shannon Chan-Kent và Garry Chalk đã được chọn vào những vai không được tiết lộ.

## Sản xuất

### Phát triển
Sony Pictures Entertainment đã mua bản quyền để sản xuất và phân phối một bộ phim dựa trên Nhím Sonic vào năm 2013. Vào ngày 10 tháng 6 năm 2014, một bộ phim hoạt hình chuyển thể được công bố là một sự hợp tác giữa Sony Pictures và Marza Animation Planet. Nó sẽ được sản xuất bởi Neal H. Moritz dưới danh nghĩa Original Film cùng với Takeshi Ito, Mie Onishi và Toru Nakahara, và được viết bởi Evan Susser và Van Robichaux. Vào tháng 2 năm 2016, Giám đốc điều hành của Sega, ông Hajime Satomi, cho biết bộ phim đã được lên kế hoạch cho năm 2018. Tim Miller và Jeff Fowler của Blur Studio đã được thuê vào năm 2016 để phát triển nó; Fowler sẽ cho ra mắt sản phẩm đầu tay của mình với vai trò đạo diễn, và Miller và Fowler sẽ điều hành sản xuất. Patrick Casey, Josh Miller và Oren Uziel đang viết kịch bản, trong khi Casey và Miller viết truyện.
Vào ngày 2 tháng 10 năm 2017, Paramount Pictures tuyên bố họ đã có được bản quyền sau khi Columbia Pictures của Sony đưa bộ phim vào chuyển nhượng. Hầu hết các đội sản xuất vẫn không thay đổi. Vào tháng 2 năm 2018, có thông báo rằng bộ phim sẽ được phát hành vào tháng 11 năm 2019.

### Tuyển vai
Vào ngày 29 tháng 5 năm 2018, có thông tin rằng Paul Rudd đang đàm phán cho vai chính là Tom, "một cảnh sát kết bạn với Sonic và có khả năng sẽ hợp tác cùng nhau để đánh bại Tiến sĩ Robotnik", nhưng sau đó đã bị phủ nhận. Một ngày sau, có thông báo rằng James Marsden được chọn vào một vai không được tiết lộ, nhưng sau đó được cho biết là vai Tom Wachowski. Vào tháng 6 năm 2018, Tika Sumpter đã được chọn diễn. Jim Carrey được chọn đóng vai phản diện, Bác sĩ Eggman, ở đây được đổi tên thành tên phương Tây ban đầu của ông là Tiến sĩ Robotnik. Vào tháng 8 năm 2018, Ben Schwartz tham gia với tư cách là lồng tiếng cho Sonic. Vài ngày sau đó, Adam Pally và Neal McDonough được chọn. Debs Howard và Elfina Luk đã tham gia dàn diễn viên vào tháng 11 sau đó.

### Quay phim
Quay phim chính diễn ra từ ngày 24 tháng 7 năm 2018 và kết thúc tại Vancouver, Ladysmith và Đảo Vancouver vào ngày 16 tháng 10 năm 2018. Hậu kỳ và quay bổ sung diễn ra vào tháng 10 tại New York, nơi Carrey quay những cảnh của mình.

### Hiệu ứng hình ảnh và thiết kế
Các hiệu ứng hình ảnh được cung cấp bởi Move Picture Company (MPC), Marza Animation Planet, Blur Studio, Trixter và Digital Domain. Đội ngũ sản xuất đã tạo ra một phiên bản thực tế của Sonic bằng đồ họa máy tính, thêm lông thú, giày thể thao mới (cuối cùng là đôi Puma Speed 500's màu đỏ), hai mắt riêng biệt, và một vóc dáng giống con người hơn. Họ đã sử dụng Ted, chú gấu bông sống từ các bộ phim Ted, như một tài liệu tham khảo để đưa một nhân vật CG vào bối cảnh thế giới thực. Nhà điều hành sản xuất Tim Miller nói: "Sẽ thật kỳ lạ và sẽ có cảm giác như anh ta đang chạy xung quanh khỏa thân nếu anh ta là một thứ giống như rái cá. Nó luôn luôn là, đối với chúng tôi, lông, và chúng tôi không bao giờ cân nhắc bất cứ thứ gì khác. Đó là một phần của những gì tích hợp anh ta vào thế giới thực và biến anh ta thành một sinh vật thực sự. " Theo Miller, Sega không "hoàn toàn hài lòng" với thiết kế của mắt Sonic.
Vào ngày 2 tháng 5 năm 2019, để đáp lại những chỉ trích về thiết kế, Fowler tuyên bố trên Twitter rằng Sonic sẽ được thiết kế lại. Ngày phát hành tháng 11 đã bị trì hoãn đến ngày 14 tháng 2 năm 2020. Nghệ sĩ Tyson Hesse, người từng làm việc trên truyền hình Sonic the Hedgehog trước đây, đã được đưa vào để chỉ đạo việc thiết kế lại. Về việc thiết kế lại, Sonic được làm đôi mắt to hơn và có màu khác, giày thể thao mới (dựa trên Giày thể thao nữ Dare Mesh của hãng Puma, cũng giống với những giày thể thao Sonic nguyên bản từ các trò chơi), găng tay trắng và thân hình ít giống người hơn để giống với thiết kế của nhân vật trong các trò chơi điện tử. Người ta ước tính rằng sự trì hoãn của bộ phim và thiết kế lại cho Sonic đã làm bộ phim tăng nhiều nhất 5 triệu đô so với ngân sách ban đầu là 90 triệu đô, nâng tổng số tiền lên đến 95 triệu đô.

### Âm nhạc
Vào tháng 2 năm 2019, Tom Holkenborg, người trước đây đã làm việc với nhà sản xuất điều hành Tim Miller trong phim Deadpool, đã ký hợp đồng để soạn nhạc. Nó sẽ được phát hành cùng với bộ phim vào ngày 14 tháng 2 năm 2020. Riff Raff, người có một vai trong phim, cũng sẽ xuất hiện trong bản nhạc. Một bài hát gốc có tựa đề "Speed Me Up" của Wiz Khalifa, Ty Dolla $ ign, Lil Yachty và Sueco The Child sẽ xuất hiện trong nhạc phim; đĩa đơn được phát hành vào ngày 24 tháng 1 trên Atlantic Records.

## Phát hành
Nhím Sonic ban đầu được dự kiến phát hành vào năm 2018 bởi Sony Pictures Phát hành dưới thương hiệu Columbia Pictures, nhưng vào tháng 2 năm 2018, ngay sau khi tiếp quản bản quyền, Paramount Pictures đã lên lịch lại vào ngày 15 tháng 11 năm 2019. Bộ phim sau đó đã được rời một tuần sớm hơn vào ngày 8 tháng 11 năm 2019. Sau thông báo thiết kế lại nhân vật vào tháng 5 năm 2019, đạo diễn Jeff Fowler tuyên bố rằng bộ phim sẽ lại bị trì hoãn chỉ một lần cuối cùng này đến ngày 14 tháng 2 năm 2020, để có thêm "một chút thời gian làm cho Sonic chuẩn hơn". Thiết kế lại sau đó đã được ra mắt trong một đoạn trailer mới được phát hành trên toàn thế giới vào ngày 12 tháng 11 năm 2019. Buổi ra mắt toàn cầu của bộ phim đã diễn ra tại Nhà hát Paramount ở Los Angeles vào ngày 25 tháng 1 năm 2020.

### Quảng bá
Đoạn phim thử nghiệm đã được chiếu tại Trải nghiệm Comic Con ở Brazil vào ngày 6 tháng 12 năm 2018. Một poster quảng cáo đã được phát hành vào ngày 10 tháng 12 năm 2018, tiết lộ thiết kế bóng của Sonic. Nó đã nhận được phản hồi chủ yếu là tiêu cực từ các nhà phê bình và người hâm mộ, và được so sánh với một bộ phim chuyển thể từ trò chơi điện tử năm 2019 khác, Pokémon: Thám tử Pikachu, đã thêm họa tiết lông và da cho các nhân vật Pokémon theo một cách thành công hơn. Ngoại hình giống người của anh ta được mô tả là tạo nên một thung lũng khác thường - một dạng phản ứng ghê tởm cho người xem. Các thành viên cũ của Sonic Team, người đã tạo ra các trò chơi Sonic the Hedgehog ban đầu, cũng bày tỏ sự ngạc nhiên về thiết kế.
Một poster thứ hai đã bị rò rỉ trên mạng ngay sau sự phát hành của poster đầu tiên. Người hâm mộ phàn nàn về việc thiếu sự tương đồng với các trò chơi và chỉ trích việc định vị chân của Sonic, tạo ra một meme Internet trong đó người dùng đặt lại vị trí. Tài khoản Twitter chính thức của bộ phim đã đăng một hình ảnh của Sonic đằng sau một tấm biển ghi: " Một chàng trai có thể tập thể lực?"  Hình ảnh về thiết kế Sonic đã bị rò rỉ vào tháng 3 năm 2019 trước nhiều chỉ trích của người hâm mộ. Cựu chủ tịch của Sonic Team và đồng sáng lập Sonic Yuji Naka đã bị "sốc" bởi thiết kế và cảm thấy tỷ lệ đầu và bụng của Sonic bị mất cân bằng. Theo nhà làm phim hoạt hình Max Schneider, Paramount dự đoán rằng người hâm mộ Sonic sẽ phản đối việc thiết kế lại nhưng khán giả nói chung sẽ không quan tâm, như trường hợp của bộ phim Ninja Rùa năm 2014 của họ. Ông cho biết Paramount cảm thấy thiết kế hợp với bối cảnh và nhân vật trong thế giới thực.
Đoạn trailer đầu tiên được công chiếu vào ngày 4 tháng 4 năm 2019 tại CinemaCon ở Las Vegas, và được phát hành trực tuyến vào ngày 30 tháng 4. Nó đã nhận được một sự phản hồi rất tiêu cực, với Gita Jackson của Kotaku gọi nó là "khủng khiếp" và "một tai họa trên trái đất chán ngấy này". Thiết kế của Sonic đã bị chỉ trích, đặc biệt vì vẻ ngoài quá đỗi giống người của anh ta, trong khi một số tác giả thấy rằng việc sử dụng " Gangsta's Paradise " của Coolio là không phù hợp. Ngược lại, Sean Keane của CNET đã ca ngợi sự hài hước và những thứ liên quan đến các trò chơi. Trong vòng hai ngày kể từ khi phát hành, đoạn trailer đã được xem hơn 20 triệu lần trên YouTube và đã nhận được hàng trăm ngàn xếp hạng "không thích", vượt trội hơn hẳn so với xếp hạng "thích".  Cùng thời điểm khi đoạn giới thiệu mới được phát hành, Paramount đã xóa đoạn trailer gốc khỏi kênh YouTube của mình
Đoạn trailer thứ hai tiết lộ Sonic được thiết kế lại đã được phát hành vào ngày 12 tháng 11 năm 2019. Đoạn trailer đã nhận được nhiều phản hồi tích cực hơn, với nhiều lời khen ngợi về thiết kế mới của Sonic. Giọng điệu và sự hài hước cũng nhận được đánh giá tích cực. Naka cho biết anh cảm thấy thiết kế mới "giống Sonic hơn nhiều". Schneider cho biết việc thiết kế lại mất khoảng 5 tháng và đã hoàn thành mà không phải làm thêm giờ căng thẳng. Đoạn trailer thứ hai nhận được tỷ lệ thích trên không thích cao nhất của bất kỳ đoạn trailer nào trên Google trong vòng ba năm qua.
Là một sản phẩm tiếp thị cho việc phát hành của bộ phim, phiên bản phim của Sonic đã được thêm vào như một nhân vật có thể chơi được trong các trò chơi di động Sonic Dash và Sonic Forces.

## Đón nhận

### Doanh thu phòng vé
Nhím Sonic thu về 149 triệu USD chỉ tính riêng tại thị trường Mỹ và Canada và 170,7 triệu USD tại các quốc gia và vùng lãnh thổ khác, đưa tổng mức doanh thu toàn cầu lên tới 319,7 triệu USD, so với kinh phí sản xuất bộ phim trong khoảng 85-90 triệu USD. Đây là phim điện ảnh có doanh thu cao thứ sáu của năm 2020 và là phim siêu anh hùng có doanh thu cao nhất trong năm, chấm dứt thời kỳ dài một thập kỷ của Marvel Studios với ký lục liên tục nắm giữ phim điện ảnh siêu anh hùng có doanh thu cao nhất (từ năm 2010 đến năm 2019).
Tại Hoa Kỳ và Canada, Nhím Sonic sẽ được phát hành cùng với Đảo kinh hoàng, Downhill và The Photograph, và dự kiến thu về 40–50 triệu USD từ 4.130 rạp chiếu phim trong bốn ngày cuối tuần ra mắt trùng với ngày Tổng thống.

### Đánh giá chuyên môn
Trên hệ thống tổng hợp kết quả đánh giá Rotten Tomatoes, phim nhận được 63% lượng đồng thuận dựa theo 242 bài đánh giá, với điểm trung bình là 5,8/10. Các chuyên gia của trang web nhất trí rằng, "Nhanh nhẹn và đầy tiếng cười, Nhím Sonic là chuyến phiêu lưu lấy cảm hứng từ trò chơi điện tử mà nhà nhà đều có thể thưởng thức -- và một lý do chính đáng để Jim Carrey khai thác lại nguồn năng lượng hứng khởi đã giúp sự nghiệp của anh thăng hoa." Trên trang Metacritic, phần phim đạt số điểm 47 trên 100, dựa trên 42 nhận xét, chủ yếu là những ý kiến trái chiều. Lượt bình chọn của khán giả trên trang thống kê CinemaScore cho phần phim điểm "A" trên thang từ A+ đến F, trong khi đó trang PostTrak cho biết 7% số khán giả cho phim phản hồi tích cực, cùng với đánh giá 4 trên 5 sao.

## Phim tiếp nối
Trước khi bộ phim ra mắt, Jim Carrey đã nói trong một cuộc phỏng vấn: "Tôi sẽ không ngại làm thêm một bộ phim Sonic the Hedgehog khác bởi vì trước hết, nó rất thú vị, và là một thử thách thực sự để cố gắng thuyết phục mọi người rằng tôi có một IQ ba chữ số... Có quá nhiều phòng, bạn biết đấy, Robotnik chưa đạt đến đỉnh cao của mình. "  Vào tháng 2 năm 2020, đạo diễn Jeff Fowler nói rằng ông có kế hoạch cho phần tiếp theo tiềm năng để có thêm nhiều yếu tố từ các trò chơi video.  Vào tháng 3 năm 2020, Marsden xác nhận rằng ông đã ký hợp đồng cho nhiều phần tiếp theo, nói rõ, tôi tin, tôi không biết liệu tôi có nên nói không, nhiều như họ muốn làm. Vâng, đó là câu trả lời hơi mơ hồ của tôi.

Vào tháng 4 năm 2020, Marsden đã bày tỏ sự quan tâm đến phần tiếp theo có Tails và các nhân vật bổ sung từ các trò chơi,  trong khi Fowler bày tỏ sự quan tâm đến việc kết bạn với Sonic và Tails từ các trò chơi và tiếp tục phát triển Tiến sĩ Robotnik trong phần tiếp theo tiềm năng.  Cuối tháng đó, Ben Schwartz nói trong một cuộc phỏng vấn rằng phần tiếp theo chưa được bật đèn xanh, nhưng cảm thấy nó có ý nghĩa do đại dịch COVID-19. Vào ngày 23 tháng 4 năm 2020, đồng tác giả Pat Casey nói rằng đã có những cuộc nói chuyện về phần tiếp theo tiềm năng, nhưng nó chưa được bật đèn xanh và Carrey quan tâm đến việc mô tả một phiên bản Robotnik chính xác hơn trong trò chơi trong phần tiếp theo. Ông cũng gợi ý rằng phần tiếp theo tiềm năng có thể có dạng "Super Sonic" của Sonic từ các trò chơi, và nó có thể khám phá thêm về bộ lạc Echidna đặc trưng trong các cảnh mở đầu của bộ phim.  Casey cũng bày tỏ sự quan tâm đến một vũ trụ chia sẻ tiềm năng có cả hai nhân vật Sega và Nintendo, nhưng coi đó là "không thể."